# Синтија Никсон
Синтија Елен Никсон (енгл. Cynthia Ellen Nixon; Њујорк, 9. април 1966) америчка је глумица, добитница награда Еми, Греми и Тони, најпознатија по улози Миранде Хобс у ТВ серији Секс и град.

## Младост
Синтија Никсон је јединица Ане Елизабете и Валтера Млађег Никсона, енглеског и немачког порекла. Синтијини родитељи су се развели када је имала 6 година. Завршила је средњу школу Хантер, а затим је похађала Бернард колеџ. Такође је похађала студије у иностранству 1986. године.

## Филмографија
| Улоге у филмовима   |                                          |               |                              |             |
| Година              | Српски назив                             | Изворни назив | Улога                        | Напомена    |
| 1980.               | Мале бунтовнице                          |               | Саншајн Вокер                |             |
| 1981.               | Принц града                              |               | Џини                         |             |
| 1982.               | Моје тело, моје дете                     |               | Ненси                        | ТВ филм     |
| 1983.               | Ја сам сир                               |               | Ејми Херц                    |             |
| 1984.               | Амадеус                                  |               | Лорл                         |             |
| 1986.               | Пројекат Менхетн                         |               | Џени Андерман                |             |
| 1987.               | Оу-си и Стигс                            |               | Мишел                        |             |
| 1988.               | Убиство Мери Паган                       |               | Дорин                        |             |
| 1989.               | Коцка је бачена                          |               | Еванџелин                    |             |
| 1991.               | Љубав, лажи и убиство                    |               | Дона                         | ТВ филм     |
| 1993.               | Досије пеликан                           |               | Алис Старк                   |             |
| 1993.               | Вредности породице Адамс                 |               | Хедер                        |             |
| 1993.               | Кроз отворен прозор                      |               | Ненси Купер                  | кратки филм |
| 1994.               | Бебин одлазак у град                     |               | Гилбертина                   |             |
| 1996.               | Марвинова соба                           |               | управница старачког дома     |             |
| 2000.               | Татини анђели                            |               | Шерон Џенкинс                |             |
| 2001.               | Савет гусенице                           |               | Миси                         |             |
| 2002.               | Игбијев пад                              |               | гђица Пиги                   |             |
| 2005.               | Ворм Спрингс                             |               | Еленор Рузвелт               | ТВ филм     |
| 2005.               | Мали Менхетн                             |               | Лесли Бертон                 |             |
| 2006.               | Последња жеља                            |               | Керол                        |             |
| 2007.               | Дадиље                                   |               | Гејл Белтран                 |             |
| 2008.               | Секс и град                              |               | Миранда Хобс                 |             |
| 2009.               | Породица Бартлет                         |               | Мелиса Браг                  |             |
| 2009.               | Енглез у Њујорку                         |               | Пени Аркејд                  |             |
| 2010.               | Секс и град 2                            |               | Миранда Хобс                 |             |
| 2011.               | Превелики за пропаст                     |               | Мишел Дејвис                 | ТВ филм     |
| 2011.               | Бедем                                    |               | Барбара                      |             |
| 2014.               | Рут и Алекс                              |               | Лили                         |             |
| 2015.               | Стокхолм, Пенсилванија                   |               | Марси Даргон                 |             |
| 2015.               | Џејмс Вајт                               |               | Гејл Вајт                    |             |
| 2015.               | Дневници адерала                         |               | Џен Дејвис                   |             |
| 2015.               | Тиха страст                              |               | Емили Дикинсон               |             |
| Улоге у ТВ серијама |                                          |               |                              |             |
| 1988.               | Танер '88                                |               | Алекс Танер                  | 10 епизода  |
| 1989.               | Гидион Оливер                            |               | Алисон Париш Слокам          | епизода:    |
| 1989.               | Праведник                                |               | Џеки                         | епизода:    |
| 1990.               | Млади јахачи                             |               | Ени                          | 2 епизоде   |
| 1990.               | Ред и закон                              |               | Лора ди Биаси                | епизода:    |
| 1993.               | Убиство, написала је                     |               | Елис Морган                  | епизода:    |
| 1996.               | Сутрашње издање                          |               | Шила                         | епизода:    |
| 1999.               | На граници могућег                       |               | Труди                        | епизода:    |
| 1999.               | Додир анђела                             |               | Мелина Ричардсон/Сестра Сара | епизода:    |
| 1998–2004           | Секс и град                              |               | Миранда Хобс                 | 94 епизоде  |
| 2004.               | Танер против Танера                      |               | Алекс Танер                  | 4 епизоде   |
| 2005.               | Ургентни центар                          |               | Ели                          | епизода:    |
| 2005.               | Доктор Хаус                              |               | Аница Јованович              | епизода:    |
| 2007.               | Ред и закон: Одељење за специјалне жртве |               | Џенис                        | епизода:    |
| 2010–2011           | На слово, на слово Р                     |               | Ребека                       | 10 епизода  |
| 2011.               | Ред и закон: Злочиначке намере           |               | Аманда Ролинс                | епизода:    |
| 2012.               | Свет без краја                           |               | Петронила                    | 7 епизода   |
| 2012.               | Телевизијска посла                       |               | глуми себе                   | епизода:    |
| 2013–2014.          | Алфа кућа                                |               | сенаторка Карли Армистон     | 6 епизода   |
| 2014.               | Ханибал                                  |               | Кејд Пранел                  | 4 епизоде   |
| 2015.               | Афера                                    |               | Мерилин                      | епизода:    |
| 2016.               | Девојачки град                           |               | Барб                         | епизода:    |
| 2020.               | Рачед                                    |               | Гвендолин Бригс              | 8 епизода   |

## Приватни живот
Од 1998. до 2003. године Синтија је била у вези са школским учитељем Денијем Мозесом. Имају двоје деце, ћерку Саманту и сина Чарлса Изикиела.
Синтија је почела да се виђа са Кристином Маринони 2004. године. Вериле су се у априлу 2009. године, а венчале 27. маја 2012. у Њујорку. Никсонова је тада носила бледо зелену хаљину Каролине Херере. Маринони је родила сина, Макса Елингтона 2011. године.
Поводом њене сексуалне оријентације, Никсонова је изјавила: „Заиста не осећам да сам се променила. Била сам са мушкарцима цео живот и нисам се никад заљубила у жену. Али када се то десило, није деловало чудно. Ја сам само жена заљубљена у другу жену.” Године 2012. изјавила је да је бисексуалка. Никсонова се залаже и подржава истополне бракове у Вашингтону, Маринонином родном граду.
У октобру 2006. године Никсоновој је дијагностикован рак дојке током рутинског мамографског прегледа. У почетку није желела јавно да говори о томе, али је у априлу 2008. године у интервјуу за магазин Добро јутро, Америко најавила борбу са овом болешћу. Од тада је постала активисткиња у борби против рака.